# 소행성대
| 태양 목성 트로이군 행성의 궤도 | 소행성대 힐다 소행성족 근지구 소행성 |

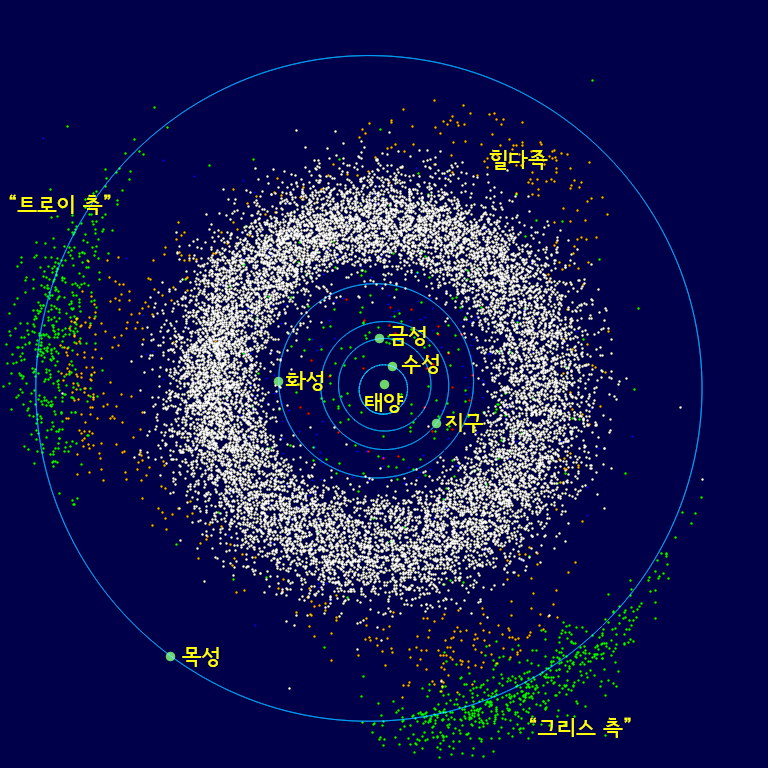
내태양계와 목성 근방의 소행성으로, 소행성대는 화성과 목성 궤도 사이에 위치해 있다.

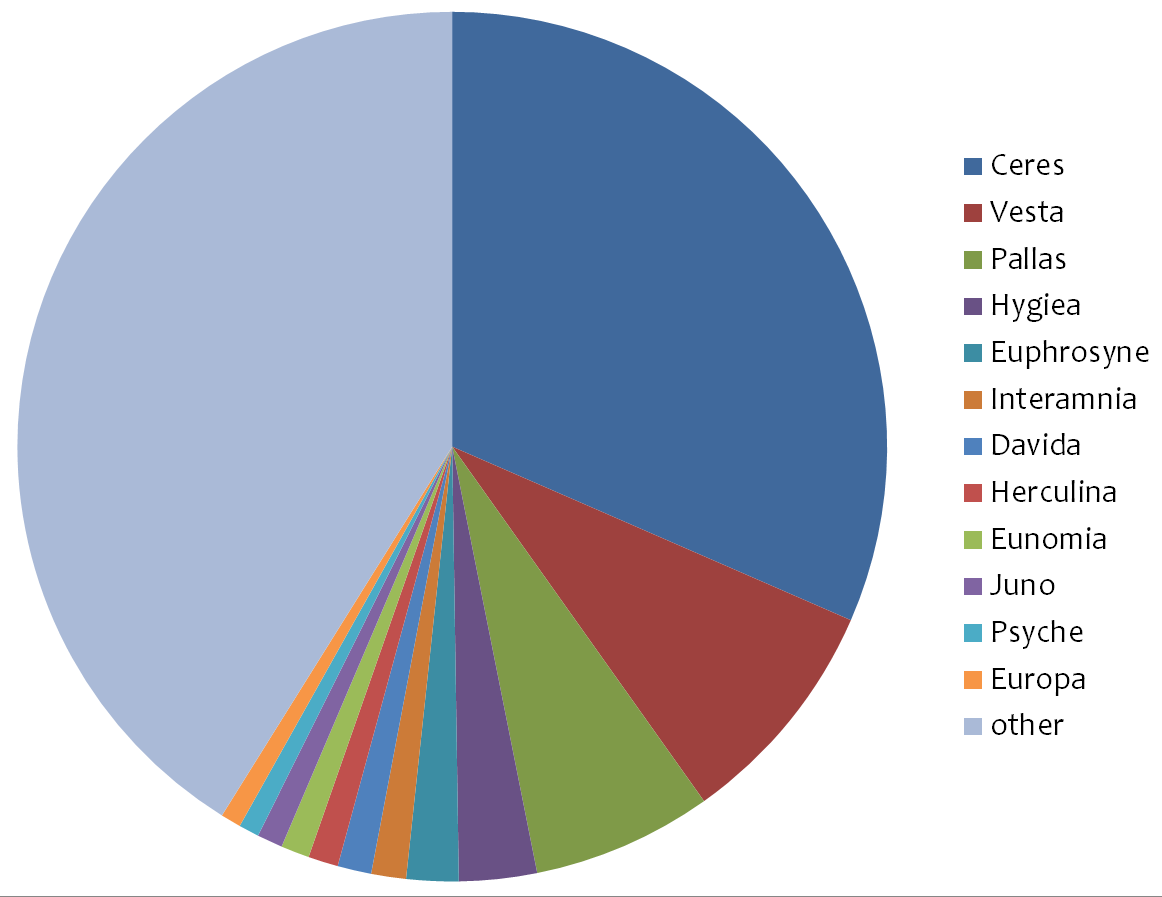
질량이 큰 12개 소행성과 나머지 질량의 비율을 나타낸 그래프.

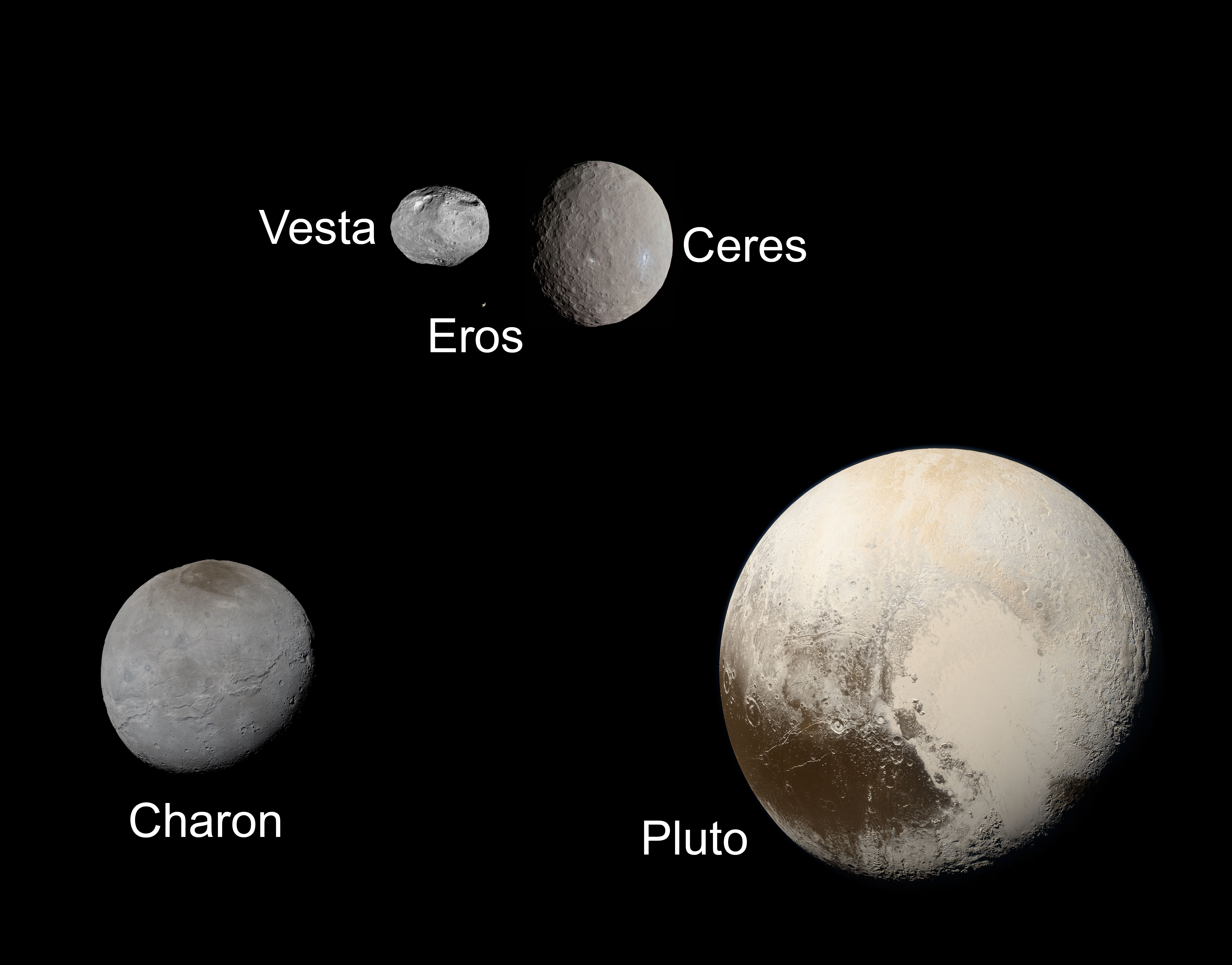
소행성대에서 가장 큰 천체는 왜행성 세레스이다. 소행성대 전체 질량의 합은 명왕성에 한참 못 미치고, 카론보다 약 2배 크다.

소행성대(小行星帶, Asteroid belt)는 태양계의 화성과 목성 사이에 위치한 원반 모양 영역으로, 흔히 소행성이나 소행성체라고 칭하는 작고 불규칙한 고체 천체로 이루어져 있다. 간혹 근지구 소행성이나 트로이군과 구별하기 위해, 소행성대를 주 소행성대(Main Asteroid belt 또는 단순히 Main belt)라고 부르기도 한다.
소행성대 질량의 절반가량은 1 세레스, 4 베스타, 2 팔라스, 10 히기에이아가 차지한다. 또한, 소행성대 전체의 질량은 달의 4%가량이다.
소행성대의 천체 중 유일하게 왜행성 자격을 받은 세레스의 지름은 약 950 km이고, 베스타, 팔라스, 히기에이아는 지름이 600 km 미만이다. 다른 소행성의 크기는 먼지 입자 정도까지 내려간다. 소행성대의 소행성은 많기는 하지만 소행성대의 면적이 넓어 매우 넓게 분포해 있어, 현재까지 소행성대에 진입한 무인 탐사선 전부가 사고 없이 통과하였다. 소행성 간의 충돌은 간혹 일어나며, 충돌 결과로 서로 궤도와 성분이 비슷한 소행성족이 생겨난다. 소행성 각각은 분광학적 성질에 따라 분류하며, 보통 탄소질 C형, 규소질 S형, 금속질 M형 3개 중 하나에 속한다.
소행성대는 원시 태양 성운의 미행성 무리로 형성되었다. 미행성은 보통 원시 행성으로 성장하나, 화성과 목성 사이에서는 목성의 중력적 섭동으로 인해 미행성에 운동 에너지가 가해져 강착이 일어나지 못했다. 미행성 간의 충돌이 극도로 심해졌고, 서로 뭉치는 대신 다수가 흩어지는 결과를 낳았다. 이로 인해 태양계 형성 1억 년 사이에 소행성대 질량 99.9%가 사라졌다. 일부 충돌 파편은 내태양계로 들어와 내태양계 행성과 충돌하였다. 소행성대에 남은 소행성의 궤도는 목성과 궤도 공명을 일으키며 섭동이 계속 발생하였다. 특정 지점에 위치한 소행성들은 궤도 공명으로 인해 다른 궤도로 옮겨가는데, 이로 인해 소행성이 없어 보이는 지역을 커크우드 간극이라고 한다.
다른 지역에 있는 태양계 소천체로는 근지구 소행성, 센타우루스군, 카이퍼대 천체, 산란원반 천체, 세드나족, 오르트 구름 천체가 있다.
2014년 1월 22일, 유럽 우주국의 과학자들이 세레스에서 최초로 수증기가 감지되었다고 발표하였다. 수증기 감지는 허셜 우주망원경의 원적외선 장비를 사용하였다. 이 발견은 통상 혜성과 달리 소행성, 특히 수분이 적은 소행성대 소행성에서 물이 분출할 것이라고 예상하지 못했기 때문에 특이하게 받아들여졌다. 한 과학자는 "혜성과 소행성 사이의 경계가 갈수록 불 명확해진다."고 밝혔다.

## 관측 역사

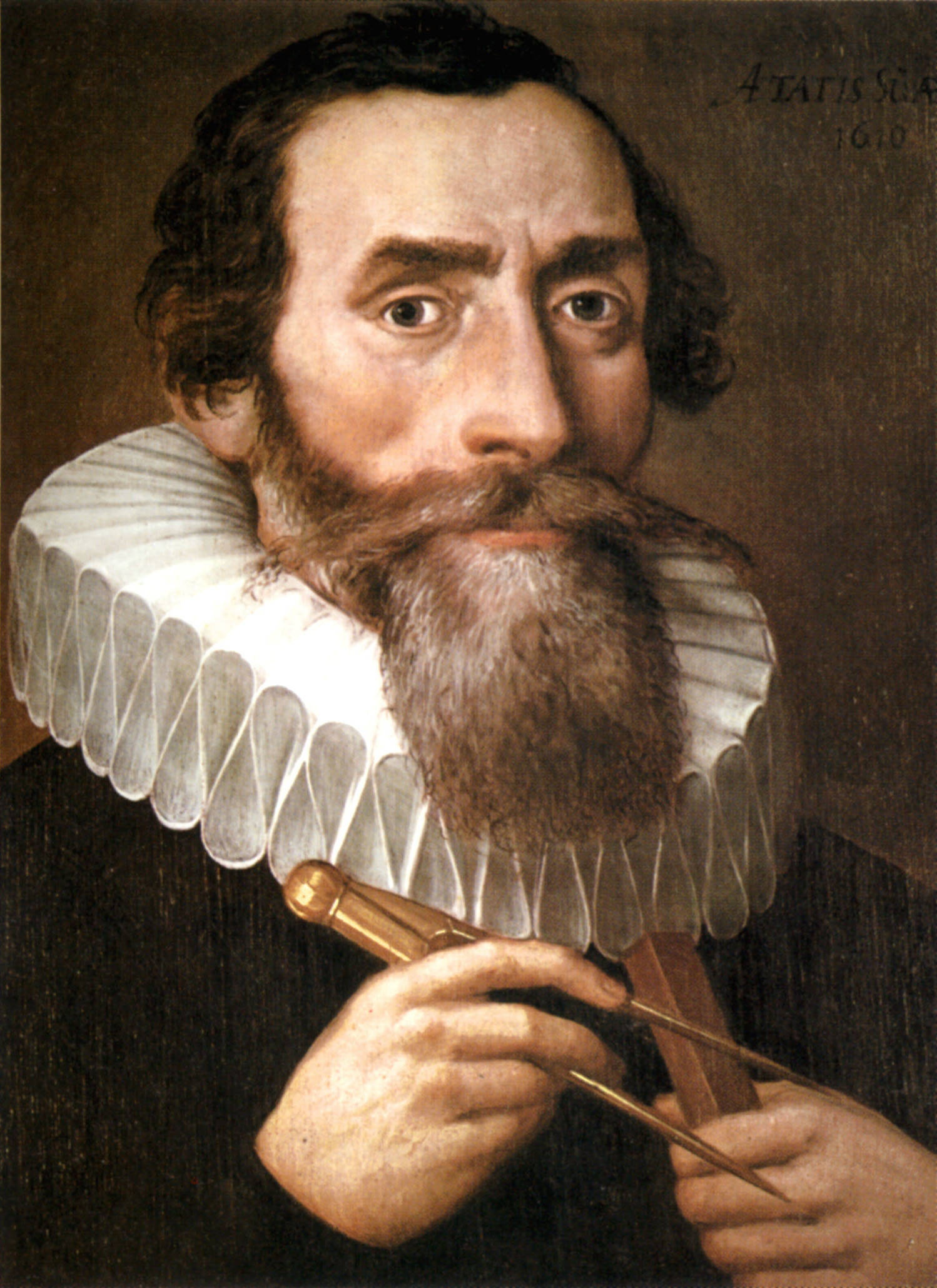
1596년 요하네스 케플러가 화성과 목성의 궤도에 불규칙한 점이 있음을 알아냈으며, 이후 소행성대 소행성의 중력 때문임이 밝혀졌다.

1596년 요하네스 케플러는 자신의 저서 "우주의 신비"에서 "화성과 목성 사이 행성을 넣는다"고 언급하였다. 케플러는 튀코 브라헤의 관측 결과를 분석한 결과 화성과 목성 사이의 간격이 너무 크다고 여겼다.
샤를 보네의 "자연에 대한 사색"을 1766년 요한 티티우스가 번역하며 주석을 남겼는데, 주석의 내용은 행성 배치의 겉보기 규칙으로, 이후 티티우스-보데의 법칙으로 불리게 되었다. 티티우스-보데의 법칙은, 0, 3, 6, 12, 24, 48, ...처럼 시작을 0, 3으로 한 다음 2배씩 커지는 수열에 대해 수열의 값에 4를 더하고 10으로 나누면, 행성과 태양 사이의 거리를 천문단위로 잰 값과 거의 같다는 것으로, 이 법칙에 따르면 화성(12)과 목성(48) 사이에 미지의 행성(24)이 존재한다는 결과가 나온다. 주석에서 티티우스는 "하지만 과연 하느님이 이 공간을 빈 곳으로 두셨을까? 전혀 아니다."라고 얘기하였다.
1781년 윌리엄 허셜이 천왕성을 발견하였을 때 천왕성의 위치는 티티우스-보데의 법칙에서 예측한 위치와 일치해, 천문학자들이 화성과 목성 사이에 행성이 존재한다고 완전히 믿게 되는 계기가 되었다.

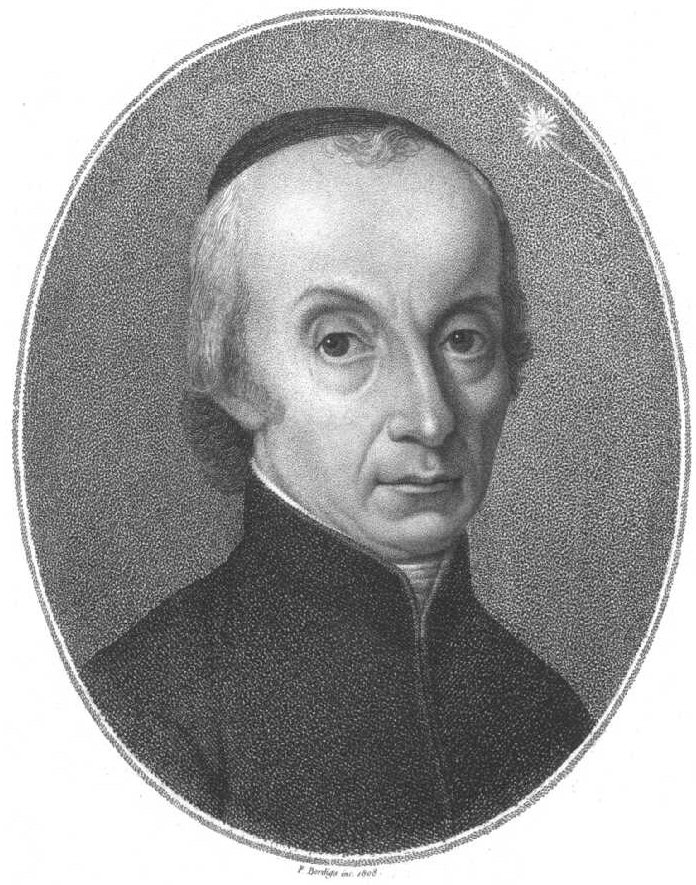
소행성대에서 가장 큰 천체인 세레스의 발견자인 주세페 피아치. 세레스는 처음에 행성으로 불렸다가, 이후 소행성에 속하기도 하였고, 2006년부터는 왜행성으로 분류되었다.

1801년 1월 1일, 주세페 피아치가 행성이 있으리라 예측되는 위치에서 작은 천체를 발견하였다. 피아치는 이 천체를 로마 수확의 여신이자 시칠리아의 수호신인 케레스의 이름을 따 세레스라는 이름을 붙였다. 피아치는 처음에 이 천체를 혜성으로 생각했으나, 코마가 없는 점이 행성임을 시사했다. 이로서 티티우스-보데의 법칙을 완벽히 만족하는 8개의 행성(수성, 금성, 지구, 화성, 세레스, 목성, 토성, 천왕성)이 생겨났다.
15개월 후 하인리히 올베르스가 같은 지역에서 두 번째 천체 팔라스를 발견하였다. 다른 행성과 다르게 세레스와 팔라스는 망원경의 배율을 최대로 하여도 원반으로 퍼지지 않고 점으로 보였다. 빠르게 움직인다는 특징을 제외하면 항성과 다를 바가 없었다.
이에 따라 1802년 허셜이 이러한 천체를 그리스어 asteroeides→별과 비슷한를 따 새로운 분류인 "소행성"(asteroid)으로 칭하자고 제안했다. 허셜은 세레스와 팔라스를 여러 차례 관측한 후, 다음과 같이 결론을 내렸다.

그들은 항성과 아주 유사해 구별하기가 쉽지 않다. 따라서 별과 유사한→asteroidal 모습에서, 이름을 따, Asteroid라고 부르게 된다. 하지만 만약, 그 천체들의 본성을 더 잘 묘사하는 이름이 있다면, 이름을 바꿀 자유가 있어야 한다.

1807년 유노와 베스타가 추가로 발견되었다. 하지만 연구 대부분이 이루어진 독일 릴리엔탈이 나폴레옹 전쟁에서 불타버리면서, 소행성 발견 시대가 일단락되게 되었다.
허셜이 새로운 용어를 만들었지만 향후 몇십 년 동안은 단순히 행성으로 칭하는 경우가 관행으로 남아, 발견 순서대로 이름 앞에 숫자를 붙여 1 세레스, 2 팔라스, 3 유노, 4 베스타로 불렀다. 하지만 1845년 5 아스트라이아를 시작으로 새 천체의 발견이 급격히 이루어져, 모두 행성으로 세기에 너무 복잡해져, 결국 허셜의 "소행성"이 점진적으로 사용 빈도가 늘어나게 되었다.
1846년 해왕성이 발견되었을 때 해왕성의 위치는 티티우스-보데의 법칙에서 예측한 위치와 전혀 달라 법칙의 신빙성이 사라지게 되었다. 현재까지도 티티우스-보데의 법칙이 왜 성립하는지는 과학적인 설명이 없으며, 천문학계에서는 우연의 일치였다고 여기고 있다.
1686년 중반까지 소행성 100개가 발견되었고, 1891년 막스 볼프가 천체사진술을 개발하며 발견 속도는 더 빨라졌다. 1921년까지 1,000개, 1981년까지 10,000개, 2000년까지 100,000개의 소행성이 발견되었으며, 현대 소행성 탐사는 자동화가 이루어져 발견 속도는 계속 증가하고 있다.

## 기원

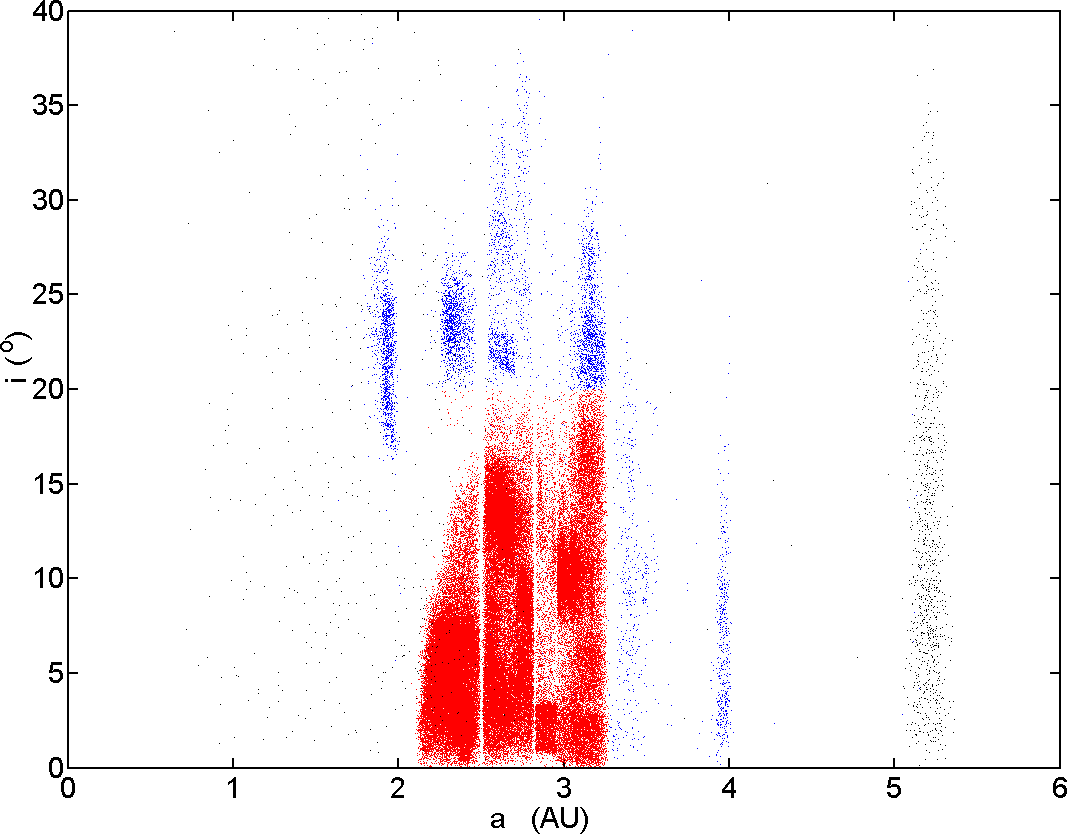
태양과의 거리와 궤도 경사로 나타낸 소행성대로, 소행성대의 "핵심부"는 빨간색으로, 그 외는 파란색으로 나타나 있다.

### 형성
1802년 팔라스 발견 직후, 올베르스가 허셜에게 세레스와 팔라스가 화성과 목성 사이에 존재하였으나 수백만 년 전 내부 폭발이나 혜성 충돌을 통해 방출된 더 큰 행성의 파편이라는 설을 제기했다. 하지만, 행성을 파괴하기 위해서는 엄청난 에너지가 필요하다는 점과, 소행성대의 질량 합이 달의 4%밖에 되지 않는 점을 고려하면 가설의 설득력이 부족하다. 여기에, 소행성이 모두 한 행성에서 왔다고 한다면 서로간의 화학 구성 차이를 설명할 수 없다. 2018년 플로리다 대학교 연구진은 소행성대가 여러 원시 행성의 파편에서 만들어졌음을 밝혔다.
태양계에서 소행성대의 형성에 관한 대표 가설은 성운설에 기반하여 있다. 성운설은 성간 기체와 먼지가 중력으로 인해 회전 원반을 이뤄 이후 태양과 각 행성으로 진화하였다는 것으로, 처음 몇백만 년 동안은 작은 입자가 강착으로 뭉쳐 점점 크기가 커져 갔으며, 일정 크기 이상부터는 다른 천체를 중력으로 끌어당겨 미행성이 되며 결과적으로 행성의 형성이 일어났다.
현재 소행성대 지역에 위치했던 미행성들은 목성의 중력으로 인한 섭동이 너무 강해 행성을 형성하지 못하고 전처럼 태양을 돌며 계속 충돌을 일으켰다. 충돌 속력이 높았던 지역에서는 강착보다 충돌로 인한 분산 효과가 더 커 행성을 형성하지 못하였다. 화성과 목성 사이에는 공전 주기가 목성의 공전 주기와 정수비를 이루는 궤도가 많은데, 이 궤도에서는 궤도 공명이 일어나 소행성이 다른 궤도로 옮겨가는 효과가 발생했다. 목성이 형성 후 안쪽으로 이동했다면, 궤도 공명 효과가 소행성대 전체에 차례로 적용되며 소행성대가 역학적으로 활성화되고 속력이 증가하게 되었을 것이다.
태양계 형성 초기에 소행성이 부분적으로 용융되어서 원소가 질량별로 분화되었을 가능성이 있다. 일부는 분화를 거쳐 마그마 바다를 이루었을 것으로 추정되나, 각 천체의 크기가 작아 소행성에서 이 시기는 아주 짧게 유지되었고, 소행성 형성 후 1000만 년 이내에 모두 끝난 것으로 여겨진다. 2007년 8월 베스타에서 유래한 운석 속의 지르콘을 연구한 결과가 소행성 전체가 태양계 형성 후 1000만 년 이내에 빠르게 형성되었음을 시사하였다.

### 진화
소행성은 태양계 형성 이후 내부 가열, 충돌로 인한 표면 용융, 방사선으로 인한 우주 풍화, 유성진의 충돌 등으로 인한 진화를 거쳤으며, 따라서 원시 태양계의 표본은 아니다. 일부 과학자들은 소행성을 미행성의 잔재라고 칭하지만, 다른 일부는 서로 분명히 다른 것이라고 한다.
현재 소행성대는 태양계 초기의 질량 중 극히 일부만을 가지고 있다. 컴퓨터 시뮬레이션에서는 소행성대가 최초에는 지구의 질량 정도였다는 결과가 나온다. 섭동으로 인해 형성된 지 100만 년이 채 되지 않아 물질 거의 전부가 바깥으로 방출되어, 최초 질량의 0.1%만이 남았다. 형성 이후 소행성대의 크기는 특별한 증가나 감소 없이 안정 상태를 유지하고 있다.
2.06 AU 지점에서 일어나는 목성과의 4:1 궤도 공명을 보통 소행성대의 안쪽 경계로 보고 있다. 이보다 안쪽에 형성된 소행성은 궤도 공명으로 다른 궤도로 옮겨갔거나 1.67 AU 지점의 화성이 정리하였다. 헝가리아족은 4:1 공명 지점보다 가까이 있지만, 궤도 경사가 커 영향을 받지 않았다. 소행성대가 처음 만들어졌을 때 2.7 AU 지점부터 물이 얼기 시작해, 동결선을 형성하였으며, 동결선 너머에서 형성된 미행성에는 얼음이 모을 수 있었다. 2006년 동결선 바깥 부분 소행성대에서 혜성들이 발견되었음이 발표되었는데, 이는 지구 바다를 형성한 물의 원천으로 고려되고 있다.

## 성질
보통 알려져 있는 것과 달리, 소행성대는 거의 텅 비어 있다. 소행성은 넓게 퍼져 있어, 오히려 소행성으로 가기 위해서는 섬세하게 계획을 세워야 한다. 그렇지만 현재 발견된 소행성은 수십만 개에 달하고, 어느 크기까지를 소행성으로 볼 것이냐에 따라 수백만까지 숫자가 올라가기도 한다. 소행성 200개가량이 크기 100 km 이상이며, 적외선 대역 연구에서는 크기 1 km 이상인 소행성이 70만 ~ 170만 개가량 존재함이 밝혀졌다. 소행성 대부분의 겉보기등급은 11 ~ 19 사이로, 중간값은 16 정도이다.
소행성대 전체의 질량 합은 2.39×1021 킬로그램으로, 달의 3% 정도이다. 가장 큰 소행성 4개, 세레스, 베스타, 팔라스, 히기에이아의 질량이 소행성대 질량의 62%이며, 세레스 혼자만도 39%를 차지한다.

### 구성 성분
현재 소행성대에는 소행성 세 종류, 탄소질 C형, 규소질 S형, 금속질 M형이 주를 이루고 있다.
C형 소행성은 탄소→Carbon가 많은 소행성으로, 소행성대 바깥 부분의 거의 전부가 C형 소행성이며, 관측이 되는 전체 소행성의 75% 이상을 차지한다. C형 소행성은 다른 소행성보다 붉은빛을 띄며, 반사율이 낮다. 표면 구성 성분은 C 구립운석과 유사하다. 화학적으로 C형 소행성의 스펙트럼 상에는 가벼운 원소와 휘발성 물질을 제외하면, 태양계 초기 만들어진 물질이 그대로 남아 있다.
S형 소행성은 규소→Silicate가 많으며, 2.5 AU 이내 소행성대 내부에 많이 분포한다. 스펙트럼 상으로 규소와 일부 금속 원소는 감지되지만, 탄소질 물질은 거의 없어, 용융과 재결정을 통해 최초 구성 성분에서 많은 변형이 이루어졌을 것으로 추정된다. 반사율은 비교적 높은 편이며, 전체 소행성 수의 17%를 차지한다.
M형 소행성은 금속→Metal질로, 소행성의 10%가량이다. 스펙트럼 상으로 철과 니켈이 드러나 있어, 일부에서는 충돌로 인해 떨어져 나온 원시 천체의 금속 핵으로 보기도 하지만, 22 칼리오페 등 규소가 다수이지만 스펙트럼이 비슷하게 나타나는 경우도 있어 일부 논란의 소지가 있다. 소행성대 내에서 M형 소행성의 수는 2.7 AU 지점에서 최대이다. M형 소행성 전체의 구성 성분이 같은지, 아니면 C형이나 S형에 정확히 들어맞지 않는 소행성들이 같은 집단으로 보이는 것인지는 아직 불명이다.

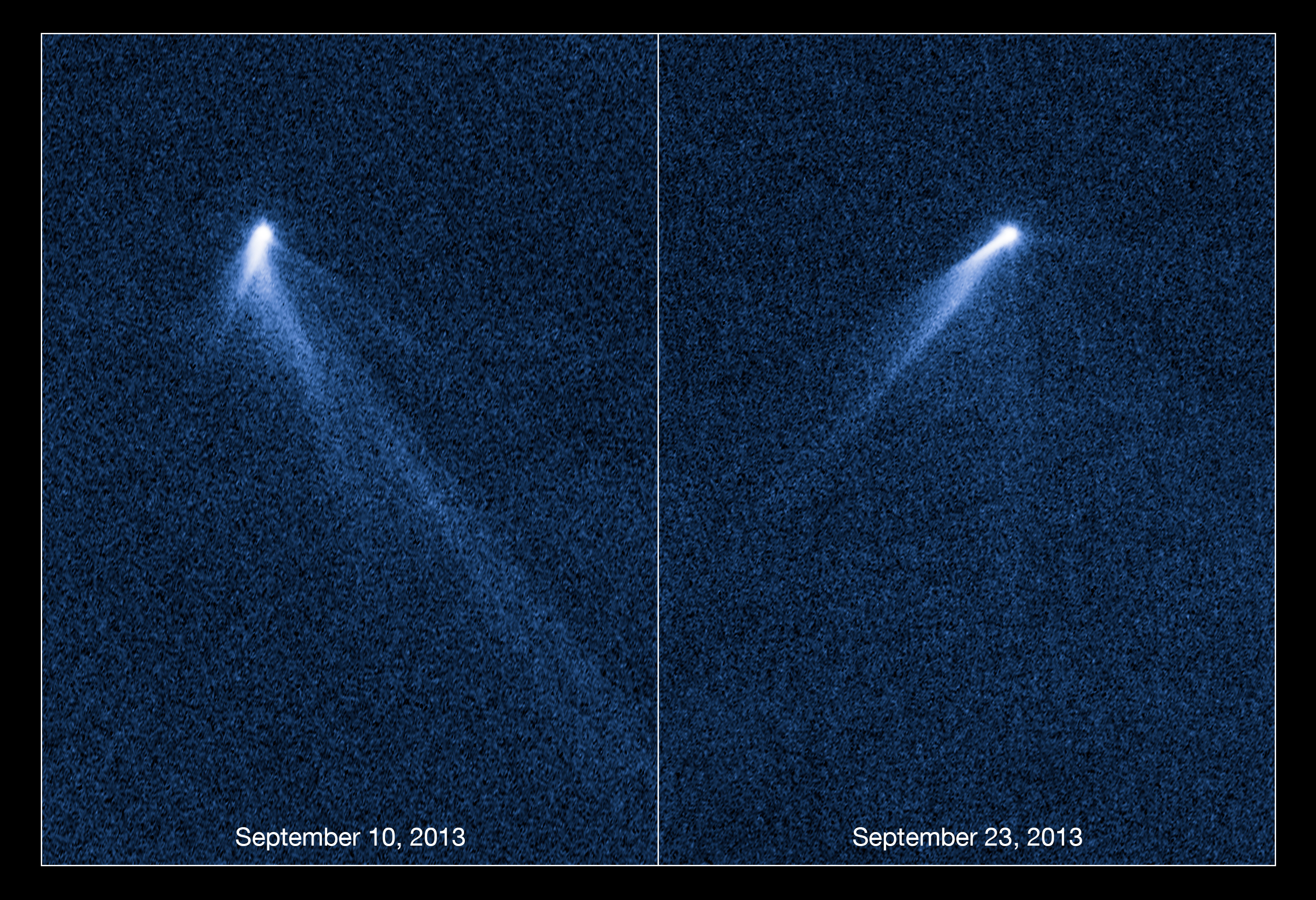
꼬리가 여럿 달린 특이 혜성 P/2013 P5를 허블 우주망원경이 관측한 모습.

소행성대의 수수께끼 하나는 V형 소행성이나 현무암질 소행성이 적다는 것으로, 현재의 소행성 형성 이론에 따르면 베스타 정도에서 소행성에 지각과 맨틀이 형성되는데, 이 둘은 주로 현무암으로 만들어지므로 소행성의 반 이상이 현무암이나 감람석으로 이루어져 있어야 하지만, 관측 결과에서는 현무암 예측치의 99%가 사라진 것으로 나온다. 2001년까지는 현무암질 소행성은 베스타에서 유래한 것으로 추정되어 베스타를 따 V형 소행성으로 불렀지만, 다른 V형 소행성과 구성이 다른 현무암질 소행성 1459 마그냐가 발견됨으로써 기원이 여럿이라는 추정이 제기되었다. 2007년 소행성대 외곽에서 서로 구성이 다른 현무암질 소행성 7472 쿠마키리와 (10537) 1991 RY16이 발견됨으로써 이 추정에 설득력이 붙었다. 뒤 둘은 현재까지 소행성대 바깥쪽에서 발견된 유이한 V형 소행성이다.
소행성대의 온도는 태양과의 거리에 따라 변화한다. 소행성대 내부 먼지 입자의 온도는 보통 2.2 AU 지점에서 200 K (−73 °C) 부터, 3.2 AU 지점에서 165 K (−108 °C)까지 내려간다. 소행성의 온도는 소행성의 자전에 따라 표면이 번갈아 태양에 노출되기 때문에, 같은 소행성에서도 큰 차이가 날 수 있다.

### 소행성대 혜성
바깥쪽 소행성대에 있는 소행성 몇은 혜성 활동을 보이기도 한다. 이 소행성들의 궤도는 일반 혜성이 포획되었다고 하기에는 무리가 있으므로, 바깥쪽에 있는 소행성 다수는 얼음질이며, 작은 천체의 충돌로 인해 노출되어 승화한다고 추정하고 있다. 일반적인 혜성에 포함된 물의 중수소-수소 비율은 지구 물의 비율보다 너무 낮기 때문에, 소행성대 혜성이 지구의 바다를 형성한 근원일 가능성이 제기되고 있다.

### 궤도

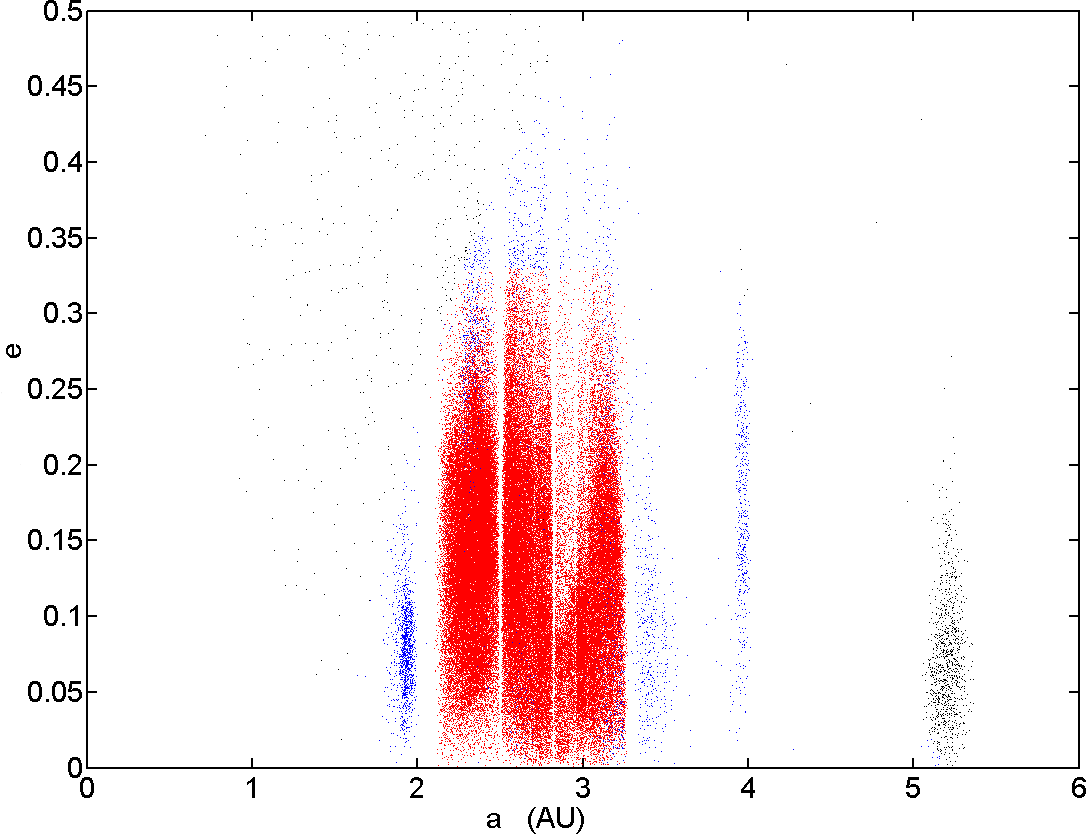
궤도 긴반지름과 이심률을 통해 나타낸 소행성대 소행성의 분포로, '핵심부'에 해당하는 부분은 빨갛게 나타나 있다.

소행성대 소행성 대부분은 궤도 이심률 0.4 이하, 궤도 경사 30° 이하이다. 소행성의 수는 이심률 0.07, 경사 4° 부근에서 최대이다. 일반적인 소행성은 원 궤도를 돌며 황도면 근처에 위치하지만, 일부는 이심률이 높은 찌그러진 궤도를 돌거나 황도면 바깥으로 멀리 벗어나기도 한다.
간혹 '주 소행성대'라는 용어가 소행성이 밀집한 '핵심부'만을 가리키는 용어로 쓰이기도 하는데, 구체적으로는 4:1과 2:1 커크우드 간극 사이 2.06 ~ 3.27 AU 지역에서 궤도 이심률 0.33 이하, 궤도 경사 20° 이하인 영역을 가리킨다. 2006년 기준 발견된 소행성체 전체의 93%가 이 핵심부에 위치하였다. JPL 소천체 데이터베이스에는 주 소행성대 소행성 70만 개 이상이 기록되어 있다.

#### 커크우드 간극

소행성대의 소행성 수를 궤도 긴반지름의 함수로서 나타낸 그래프로, 점선은 커크우드 간극으로서 목성과의 궤도 공명으로 인해 궤도가 불안정해지는 지역이다.
세 구역 구분이 색으로 표시되어 있다.
첫째 구역: 내부 소행성대 (a < 2.5 AU)
둘째 구역: 중앙 소행성대 (2.5 AU < a < 2.82 AU)
셋째 구역: 외부 소행성대 (a > 2.82 AU)

소행성의 궤도 긴반지름은 소행성이 도는 궤도의 크기를 표현하기 위해 주로 사용하며, 긴반지름의 값으로 공전 주기가 결정된다. 1866년 다니엘 커크우드가 최초로 공전 주기가 목성 공전 주기의 정수 비율인 곳에 소행성이 없는 빈 공간이 있음을 발견했다. 커크우드는 목성의 중력 섭동으로 인해 이 지역에 해당하는 궤도를 소행성이 돌지 못하는 것이라는 이론을 제안하였다.
소행성의 공전 주기와 목성의 공전 주기가 정수 비율을 이루면, 궤도 공명이 일어나 소행성의 궤도가 교란되어 궤도 요소가 변화하게 된다. 원래 안정된 궤도였으나 목성이 이동하여, 또는 다른 섭동이나 충돌로 인해 궤도가 간극 내에 위치하게 되면 점진적으로 궤도 긴반지름이 더 크거나 작은 궤도로 무작위로 옮겨지게 된다.

## 충돌

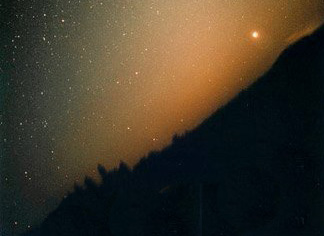
황도광의 일부는 소행성대 소행성 간의 충돌로 발생한 먼지로 인해 발생한다.

소행성대에서는 소행성의 수가 많아 서로 간의 충돌이 (천문학적 시간 관점으로) 빈번하게 발생한다. 구체적으로는, 평균 반지름 10 km 정도 소행성 간의 충돌은 1000만 년에 한 번씩 발생하는 것으로 추정된다. 소행성 간 충돌을 통해 작은 파편이 생겨 소행성족이 형성되기도 하며, 반대로 느리게 충돌하면 두 소행성이 뭉치기도 한다. 이러한 과정이 40억 년가량 반복되며 현재의 소행성대 구성은 초기와 많은 차이를 보이게 되었다.
소행성대에는 소행성 이외에도 크기가 몇백 밀리미터밖에 되지 않는 미세한 먼지 입자가 띠 모습으로 존재하고 있으며, 기원은 소행성 간의 충돌과, 소행성과 유성진 간의 충돌이다. 포인팅-로버트슨 효과에 따라, 태양빛을 받은 입자들은 태양을 향해 나선을 그리며 서서히 낙하한다.
먼지 입자와 혜성에서 방출된 물질이 모여, 밤에 태양에서 황도 방향으로 뻗어나가는 옅은 불빛인 황도광을 만든다. 황도광을 만드는 입자의 크기는 평균 40 μm 정도이다. 소행성대의 황도광 먼지 입자의 수명은 약 70만 년이기 때문에, 새 먼지가 꾸준히 생성되어야 한다. 기존에는 황도광의 주요 생성원이 소행성 간 충돌인 것으로 추정했지만, 컴퓨터 시뮬레이션을 통해 85%가량이 목성족 혜성이 기원이었으며, 소행성대는 최대 10%가량밖에 차지하지 않는다는 결과가 나왔다.

### 운석
충돌에서 생긴 파편 일부는 지구 대기에 진입하여 유성으로 관측된다. 현재까지 지구에서 발견된 약 5만 개 정도의 운석 중, 99.8%가 소행성대 기원으로 추정된다.

## 소행성족

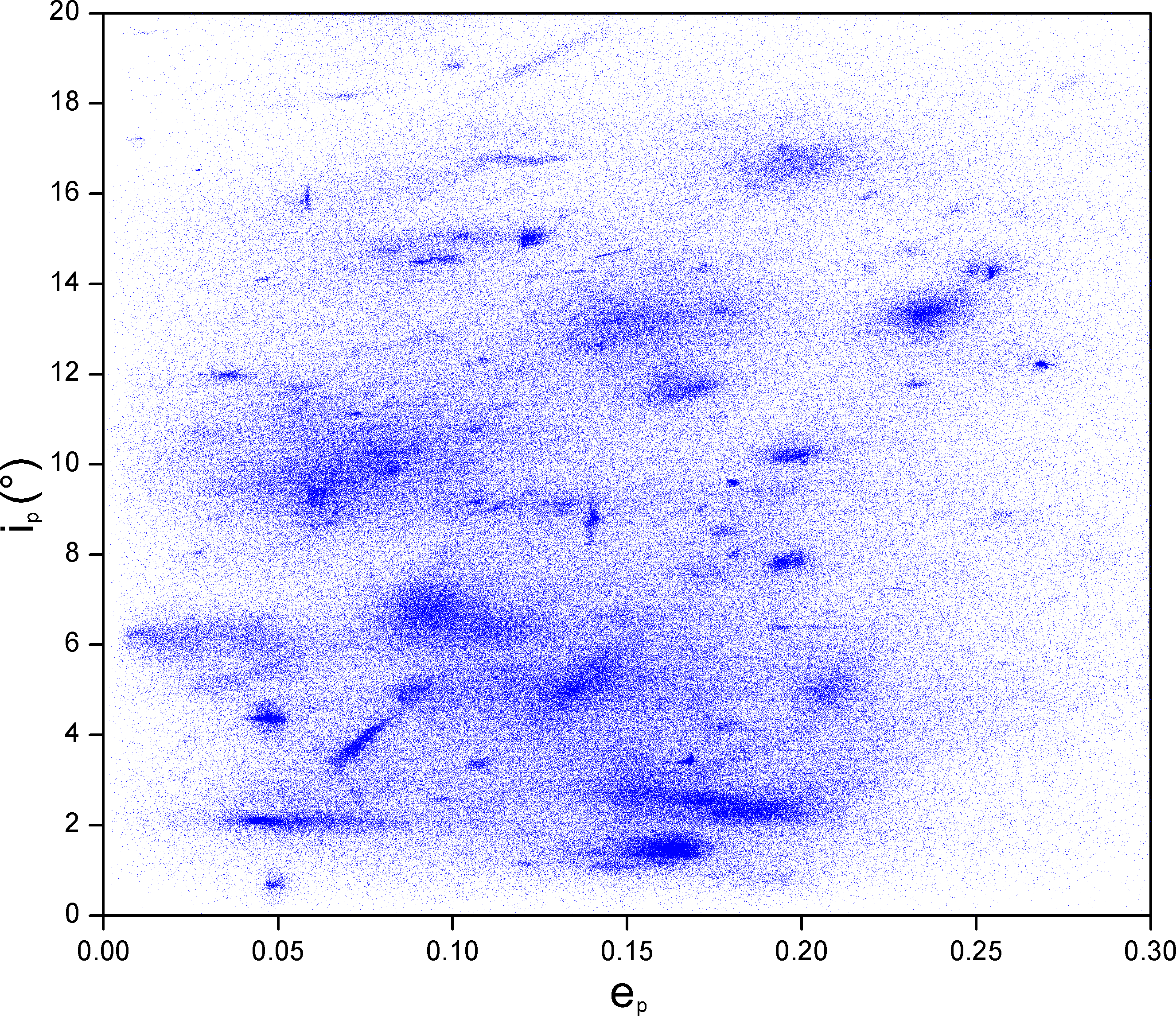
궤도 경사(i_{p})와 궤도 이심률(e_{p})에 대해 표시한 소행성대의 소행성으로, 소행성이 뭉친 것처럼 보이는 부분이 소행성족이다.

1918년 일본 천문학자 히라야마 기요쓰구가 처음으로 소행성 일부는 서로 비슷한 궤도를 돈다는 것을 알아냈고, 처음으로 소행성족의 개념을 만들었다.
소행성대 소행성의 약 3분의 1가량이 소행성족에 소속되어 있다. 소행성족의 소행성끼리는 서로 긴반지름, 궤도 이심률, 궤도 경사 등 궤도 요소와, 스펙트럼 상의 특징이 비슷하여, 큰 천체가 분해되어 생겼음을 시사한다. 소행성의 궤도 요소를 그래프로 표현하면 소행성이 뭉친 부분이 보이는데, 이 방법으로 소행성족의 존재를 추정할 수 있으며, 서로 스펙트럼 특징이 비슷하면 소행성족임이 확실시된다. 소행성족에 속한 소행성의 수가 적으면 무리(Cluster)라고 칭하기도 한다.
소행성대에 있는 큰 소행성족으로는 플로라족, 에우노미아족, 코로니스족, 에오스족, 테미스족이 있다. 플로라족은 소행성 800개 이상이 소속되어 있으며, 형성은 10억 년 이내에 충돌로 인하였다고 추정된다. 어느 소행성족에 속한 가장 큰 소행성은 4 베스타로, 베스타족이 베스타에서의 충돌 사건으로 인해 형성되었다고 추측하고 있다. 또한, HED 운석도 같은 이유로 베스타 기원으로 여겨진다.
소행성대 내 먼지가 뭉친 부분이 셋 발견되었는데, 각각 에오스족, 코로니스족, 테미스족과 궤도가 유사하여, 해당 소행성족과 연관이 있을 것으로 추정하고 있다.
후기 대폭격 이후 소행성대의 진화는 센타우루스군과 해왕성 바깥 천체의 통과에 의해 영향을 받은 것으로 보이는데, 해당 천체들은 질량이 10−9 M☉ 이상이면 한 번, 10−8 M☉ 이상이면 여러 번에 걸쳐, 소행성의 궤도를 바꿀 수 있다. 센타우루스군이나 해왕성 바깥 천체가 어린 소행성족을 교란하지는 못하였지만, 오래 된 소행성족을 교란했을 가능성이 있다. 또한, 소행성대 바깥부인 2.8 ~ 3.2 AU 지역에서 생긴 지 400만 년 이하인, 센타우루스군이나 해왕성 바깥 천체에서 유래한 소행성족이 존재할 가능성이 있다.

### 주변
소행성대의 안쪽 경계 부분(1.78 ~ 2.0 AU, 평균 1.9 AU)에는 헝가리아족이 위치해 있다. 헝가리아족은 가장 큰 구성원인 434 헝가리아의 이름을 땄으며, 소행성이 최소 52개 이상 소속되어 있다. 헝가리아족은 4:1 커크우드 간극과 높은 궤도 경사로 인해 주 소행성대와 분리되어 있다. 일부는 화성 횡단 소행성으로 분류되기도 하며, 화성의 중력 섭동이 헝가리아족 소행성의 수를 줄이는 원인으로 지목되고 있다.
궤도 경사가 큰, 안쪽의 소행성족으로는 포카에아족도 있는데, 옆의 헝가리아족은 E형 소행성도 포함되어 있는 데 비해 포카에아족에는 S형 소행성이 주를 이룬다. 포카에아족의 궤도 긴반지름은 2.25 ~ 2.5 AU 사이이다.
소행성대의 바깥쪽 경계 부분인 3.3 ~ 3.5 AU 사이에는 키벨레족이 있으며, 목성과 7:4 궤도 공명을 이루고 있다. 3.5 ~ 4.2 AU 지점에는 힐다족이 있으며, 궤도는 원형이고 목성과 3:2 궤도 공명을 이룬다. 4.2 AU부터 목성 궤도까지는 소행성이 거의 없다. 목성 궤도에는 목성 트로이군이 있는데, 크기 1 km를 넘는 소행성의 수가 소행성대와 목성 트로이군이 서로 같다고 추정하고 있다.

### 새로운 소행성족
일부 소행성족은 비교적 '최근'에 형성되었다. 카린족은 약 570만 년 전 반지름 3 km 크기 소행성이 충돌을 통해 형성된 것으로 추정되고, 베리타스족은 해양 침전물에서 채취한 먼지 입자 분석을 통해 830만 년 전 형성되었음이 밝혀졌다.
더 최근으로는 53만 년 전 주 소행성대 소행성과의 충돌로 형성된 다투라족이 있다. 다투라족의 나이 추정은 물리적인 증거가 아닌, 족 소속 소행성들이 현재와 같은 궤도를 가질 가능성을 계산해서 추정한 것이다. 다투라족이 황도광을 형성하는 먼지 일부의 기원일 가능성이 제기되기도 하였다. 100만~500만 년 사이에 형성된 이안니니족도 먼지 형성에 기여한 것으로 추정된다.

## 탐사

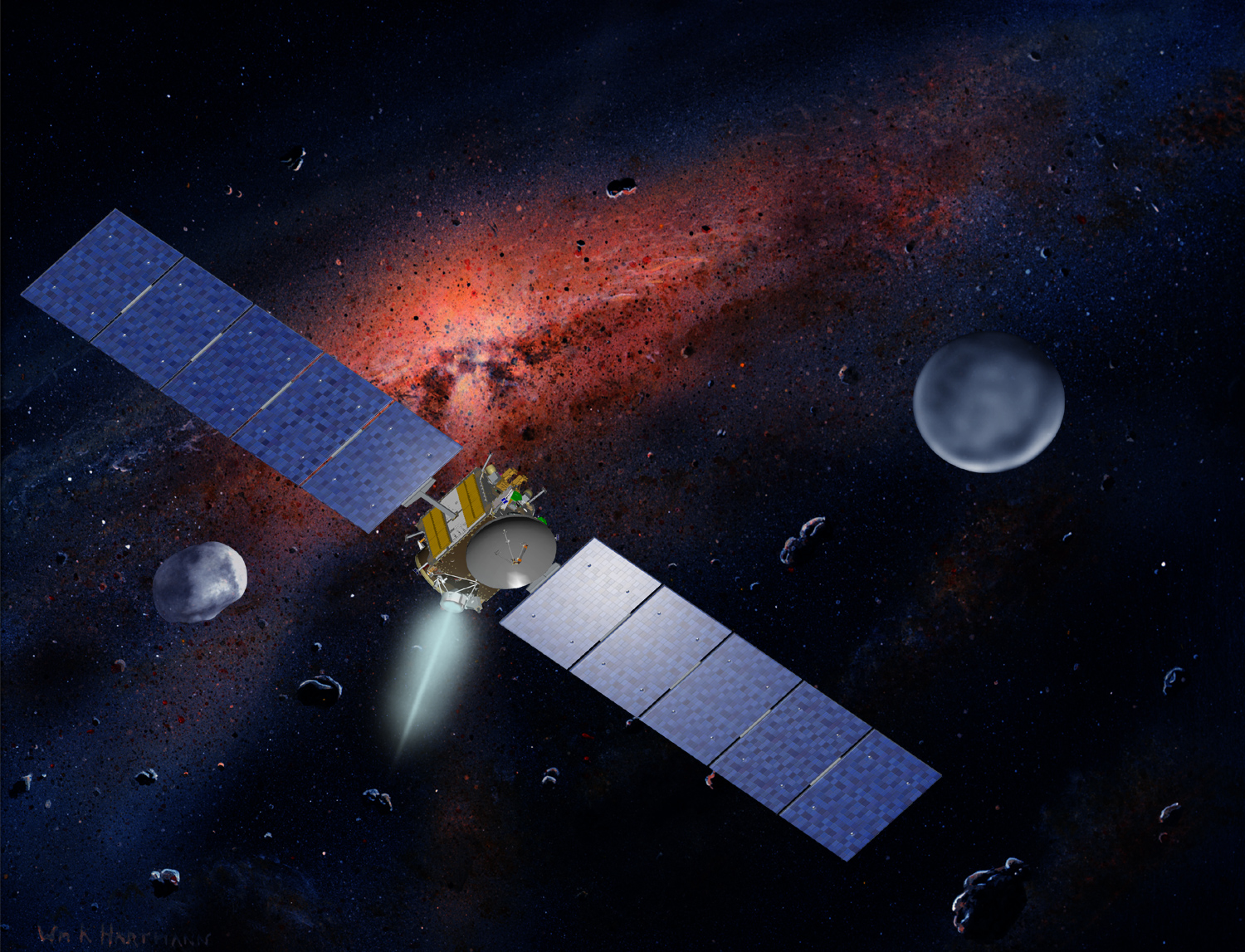
돈 탐사선, 베스타, 세레스의 상상도.

처음으로 소행성대를 통과한 탐사선은 파이어니어 10호로, 1972년 7월 16일 소행성대에 진입했다. 당시에는 소행성대에 존재하는 파편이 탐사선에 위협이 될 수 있으리라는 우려가 존재했지만, 그 이후로 탐사선 12대가 안전하게 소행성대를 통과했다. 파이어니어 11호, 보이저 1호, 보이저 2호, 율리시스 탐사선은 어떠한 소행성도 촬영하지 않고 통과했다. 갈릴레오 탐사선은 1991년 951 가스프라를, 1993년 243 이다를 촬영했고, 니어 슈메이커는 1997년 253 마틸데를 촬영했고 2001년 2월 433 에로스에 착륙했다. 카시니-하위헌스는 2000년 2685 마수르스키를, 스타더스트는 2002년 5535 안네프랑크를, 뉴 허라이즌스는 2006년 132524 APL을, 로제타는 2008년 9월 2867 스테인스와 2010년 7월 21 루테티아를 촬영했다. 돈 탐사선은 2011년 7월부터 2012년 9월까지 4 베스타를 공전했으며 2015년 3월부터 세레스를 공전하고 있다. 목성으로 향하던 주노 탐사선은 과학적인 데이터를 하나도 수집하지 않고 소행성대를 통과했다. 소행성대 내의 물질 밀도를 통해 계산하면, 탐사선이 소행성으로 충돌할 확률은 현재 10억 분의 1 이하로 추산하고 있다.
탐사선이 방문한 소행성대 소행성 대다수는 다른 천체로 향하던 탐사선이 지나쳐 가며 얻은 것으로, 돈, 니어 슈메이커, 하야부사 탐사선만이 궤도와 표면 모두에서 오랜 기간 탐사를 진행하였다.

## 같이 보기
- 먼지 원반
- 카이퍼대

## 참고 문헌
- Elkins-Tanton, Linda T. (2006). 《Asteroids, Meteorites, and Comets》 Fir판. New York: Chelsea House. ISBN 978-0-8160-5195-3.